# Stefan Konradsson
Frans Stefan Konradsson, född 20 oktober1968 i Öja på Gotland, är en svensk tidigare politiker (vänsterpartist). Han satt i kommunfullmäktige i Östersund fram till 2012 och var ordförande i kommunens socialnämnd och kommunalråd på 35 procent. Konradsson har en kandidatexamen i konstvetenskap från Umeå universitet.

## Politisk gärning
Konradsson var en av de politiker i Vänsterpartiet som tog ställning för partiledaren Lars Ohly mot de så kallade förnyarna och Vägval Vänster år 2004. Konradsson uppmärksammades efter valet 2006 då han, i konkurrens med sin föregångare Evalisa Danielsson Ros, valdes av Vänsterpartiet i Östersund till kommunalråd och till socialnämndens ordförande genom lottning. Som följd av detta lämnade Danielsson Ros alla uppdrag och partiet.
I februari 2012 sprack samarbetet mellan Socialdemokraterna, Miljöpartiet och Vänsterpartiet i Östersunds kommun, varpå Konradsson lämnade alla kommunalpolitiska uppdrag. Socialdemokraterna hade innan dess förhandlat en tid med Centerpartiet om att bilda en ny majoritet där Vänsterpartiet skulle bytas ut.

## Politiska uppdrag i urval
- Kommunfullmäktige - ledamot
- Socialnämnd - ordförande
- Jämställdhetskommitté - ordförande
- Kommunstyrelsen - ledamot
- Länsstyrelsens Jämställdhetsråd - ledamot
- Föreningen Healthy cities - ledamot
- Ungdomsråd - ledamot
- Finansutskott - ledamot
- Östersunds rådhus AB - styrelseledamot
- Kommunförbundet Jämtlands län - ombud